# Viksberg Holmen
Viksberg Holmen är en småort belägen strax norr om Södertälje i Södertälje kommun. Denna småort ligger nordväst om tätorten Viksäter och väster om Viksberg. En bit öster om Viksberg Holmen ligger Viksbergs säteri.
Denna småort har existerat sedan år 2000. Den benämndes Viksberg (norra delen) vid avgränsningarna år 2000 och år 2005 för att sen få sin nuvarande benämning år 2010.

## Befolkningsutveckling
| Befolkningsutvecklingen i Viksberg Holmen/Viksberg (norra delen) 2000–2015 | Befolkningsutvecklingen i Viksberg Holmen/Viksberg (norra delen) 2000–2015 | Befolkningsutvecklingen i Viksberg Holmen/Viksberg (norra delen) 2000–2015 | Befolkningsutvecklingen i Viksberg Holmen/Viksberg (norra delen) 2000–2015 | Befolkningsutvecklingen i Viksberg Holmen/Viksberg (norra delen) 2000–2015 |
| -------------------------------------------------------------------------- | -------------------------------------------------------------------------- | -------------------------------------------------------------------------- | -------------------------------------------------------------------------- | -------------------------------------------------------------------------- |
|                                                                            |                                                                            |                                                                            |                                                                            |                                                                            |
| År                                                                         |                                                                            |                                                                            | Folkmängd                                                                  | Areal (ha)                                                                 |
| 2000                                                                       | 2000                                                                       |                                                                            | 60                                                                         | 14#                                                                        |
| 2005                                                                       | 2005                                                                       |                                                                            | 86                                                                         | 15#                                                                        |
| 2010                                                                       | 2010                                                                       |                                                                            | 85                                                                         | 15#                                                                        |
| 2015                                                                       | 2015                                                                       |                                                                            | 143                                                                        | 33#                                                                        |
| Anm.: # Som småort.                                                        |                                                                            |                                                                            |                                                                            |                                                                            |